# Homme de Jinniushan
L'Homme de Jinniushan est le nom donné à un squelette fossile semi-complet appartenant au genre Homo, découvert en 1984 dans la province du Liaoning, au nord-est de la Chine. Les vestiges fossiles comprennent des éléments crâniens et post-crâniens d'un même individu, ce qui est assez rare au-delà du Pléistocène supérieur. Ils sont datés d'environ 260 000 ans.

## Le site
Le site de Jinniushan (en chinois 金牛山) est une grotte karstique effondrée qui se trouve près du village de Xitian (西田村), proche de la ville de Dashiqiao (大石桥市) , dans la province du Liaoning (辽宁). La grotte de Jinniushan se trouve sur une colline isolée, à 70 mètres d'altitude. Elle a fait l'objet d'une première campagne de fouilles de 1974 à 1978. Ses couches stratigraphiques sont datées de 160 000 à 310 000 ans. Elle a livré des outils de pierre, des traces d'utilisation du feu, et des restes fossiles d'animaux. 
Les animaux trouvés sont des hyènes (Crocuta ultima), des chats-léopards (Felis chinensis), des campagnols (Microtus brandtioides), des castors (Trogontherium cuvieri), des Homotherium ultima, des Megaloceros pachyosteus ainsi que des hérissons (Erinaceus olgae), des lièvres (Lepus wongi), des porcs-épics  (Hystrix lagrelii), des macaques (Macaca robustus), des loups (Canis variabilis), des chiens viverrins  (Nyctereutes sinensis), des guépards, des équidés (Equus sanmeniensis), des rhinocéros de Merck, des sangliers (Sus lydekkeri), des cerfs Sika (Pseudaxis grayi) et des vautours.
Ce site a été classé en 1988 dans la liste des monuments historiques de Chine (3-183).

Faune autour de l'Homme de Jinniushan
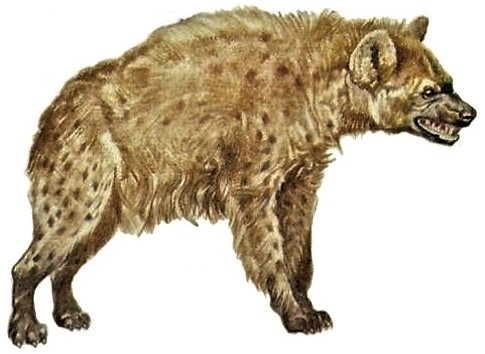
Hyène des cavernes, proche parente de Crocuta crocuta ultima (éteintes)
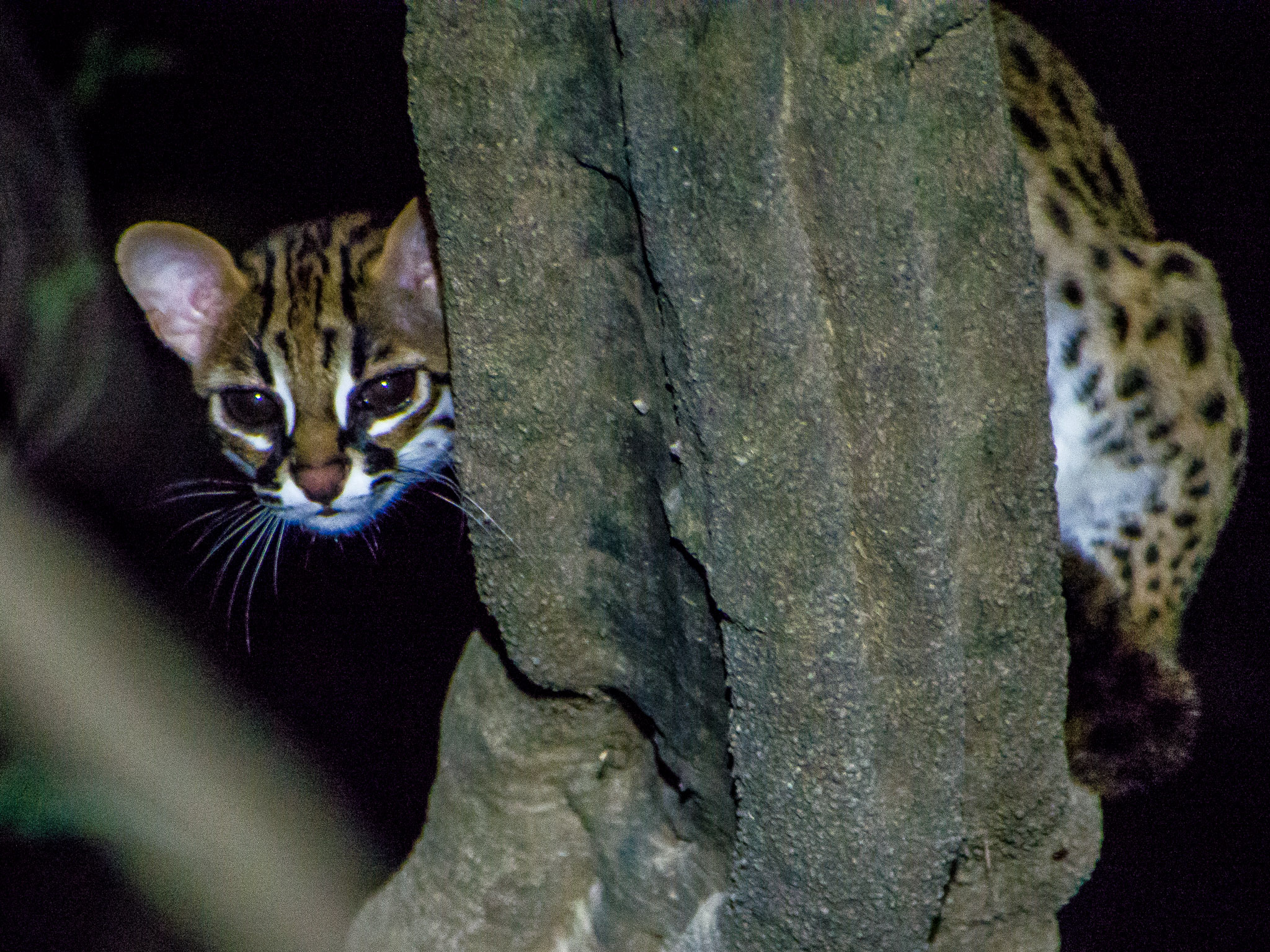
Chat-léopard
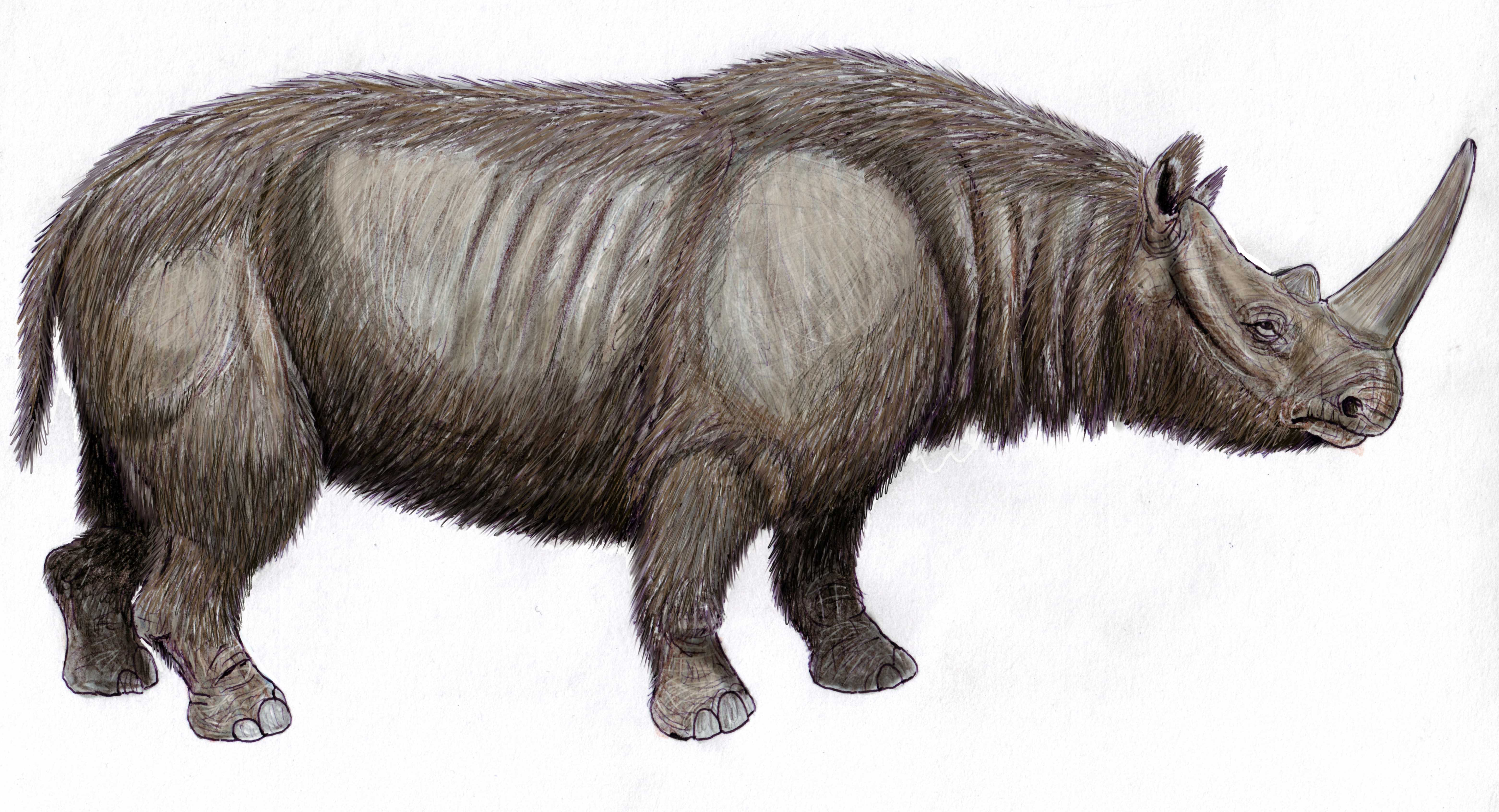
Rhinocéros de Merck (éteint)
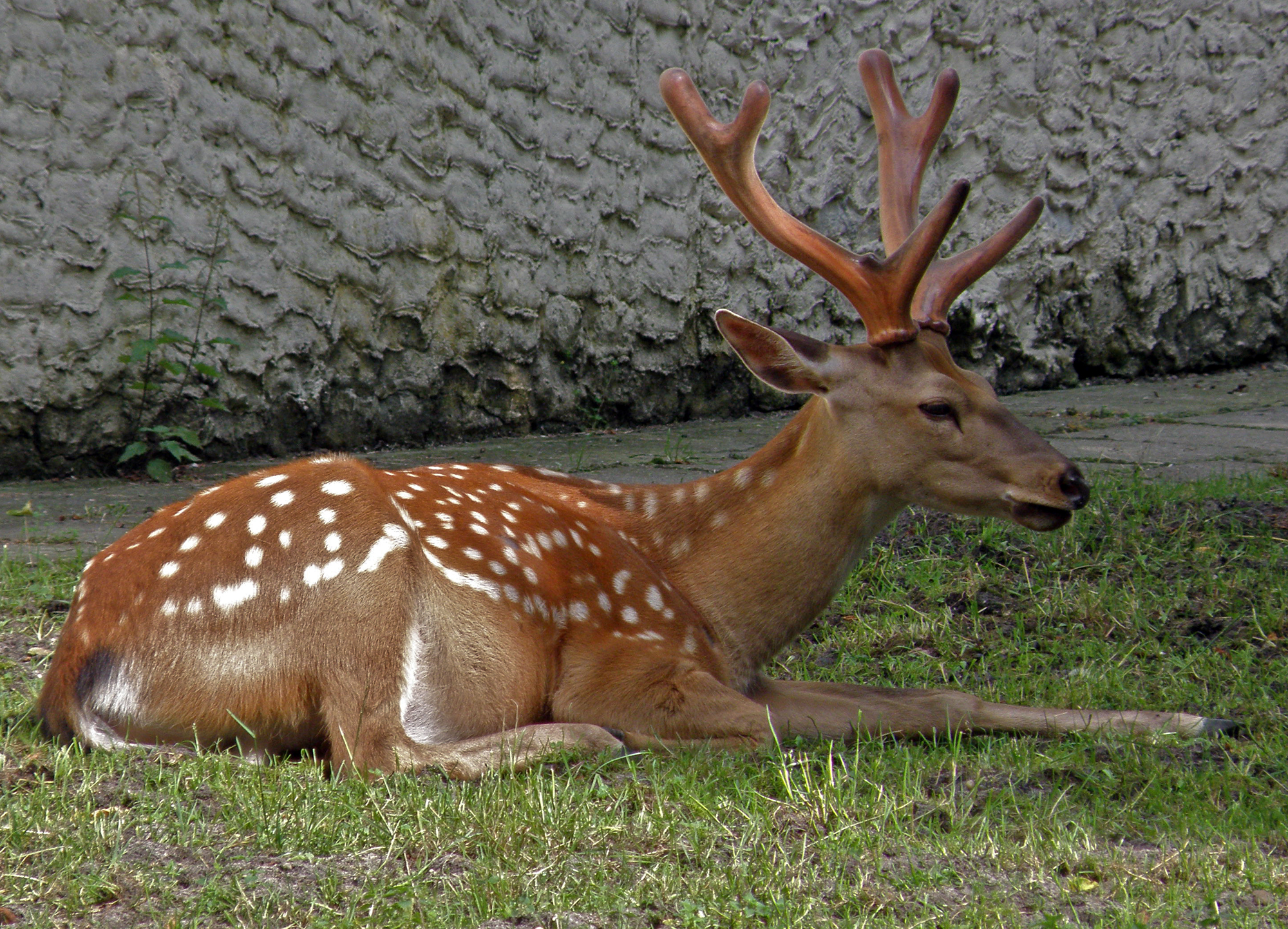
Cerf Sika

## Découverte
L'Homme de Jinniushan a été trouvé en 1984 au bas de la couche 7 du site A par des étudiants de l'Université de Pékin travaillant sous la direction du professeur Lü Zune. Le crâne était initialement complet, mais il a été sérieusement endommagé pendant son extraction. Ses restes sont donc très fragmentés et une bonne partie des zones pariétales, occipitales et frontales sont perdues, mais la dentition de la mâchoire supérieure est pratiquement complète.
D'autres os appartenant au même individu ont été trouvés : un ulna gauche, un grand fragment du bassin gauche, six vertèbres, deux fragments de côtes gauches, la rotule gauche et plusieurs os des pieds et des mains. L'Homme de Jinniushan était ainsi en 2006 le seul fossile découvert, sur la période séparant le garçon de Turkana (1,55 Ma) et l'Homme de Néandertal de Tabun en Israël (120 ka), à pouvoir faire l'objet de calculs de proportion associant le crâne et les ossements post-crâniens d'un même individu.

## Description
À partir de la structure des dents, du bassin et de l'ulna, il a été estimé qu'il s'agissait d'une jeune femme adulte d'environ 20 ans qui mesurait 1,68 m.

Son poids a été estimé autour de 78,6 kg, ce qui en fait le plus gros spécimen féminin jamais découvert de tout le registre fossile existant. Le deuxième plus gros spécimen féminin, trouvé à la grotte du Prince (à Vintimille, Italie), et datant du Pléistocène supérieur, vers 100 000 ans AP, a un poids estimé de 74 kg.

La masse corporelle élevée est une caractéristique d'une population adaptée au froid. 
D'après la reconstruction du crâne, le volume endocrânien serait d'environ 1 330 cm3, ce qui donnerait un coefficient d'encéphalisation de 4,15.

## Datation
Plusieurs datations approximatives avaient été avancées par des chercheurs chinois dans les années ayant suivi la découverte du fossile : 280 000 ans par Lü Zune en 1989, 200 000 ans par Chen T. en 1994 et par d'autres.

Une étude de 2006, se fondant sur la méthode de résonance de spin électronique et sur les séries de l'uranium, a daté le fossile à 260 000 ans AP.

## Industrie lithique
L'assemblage lithique trouvé avec le fossile comprend des nucléus simples, des éclats, des grattoirs, des pointes et des burins obtenus par percussion directe. Le grattoir sur simple éclat à retouche occasionnelle est l'outil le plus commun dans l'assemblage.

## Attribution
L'Homme de Jinniushan possède des caractéristiques jugées intermédiaires entre Homo erectus et Homo sapiens, tout comme l'Homme de Dali et l'Homme de Maba, autres fossiles chinois du Paléolithique moyen.
Le paléoanthropologue Christopher Brian Stringer et le journaliste scientifique Ed Yong ont proposé en 2011-2012 de classer ces trois fossiles comme probables représentants de l'Homme de Denisova,. Il faudrait cependant pouvoir associer un fossile dénisovien assez complet avec son génome pour pouvoir confirmer ou infirmer cette hypothèse,.

Le site initial de l'Homme de Denisova, un « cousin » de l'Homme de Néandertal, se trouve dans l'Altaï, au sud de la Sibérie, à une trentaine de kilomètres de la frontière avec la Chine. La grotte de Baishiya, située dans la province du Gansu, en Chine, a livré le premier fossile dénisovien reconnu en Chine, une demi-mandibule datée en 2019 de 160 000 ans.